# Аранси (Атлантски Пиринеји)
Аранси (фр. Arhansus) насеље је и општина у југозападној Француској у региону Аквитанија, у департману Атлантски Пиринеји која припада префектури Бајон.
По подацима из 2011. године у општини је живело 73 становника, а густина насељености је износила 13,72 становника/km². Општина се простире на површини од 5,32 km². Налази се на средњој надморској висини од 291 метар (максималној 370 m, а минималној 60 m).

## Демографија
| 1962. | 1968. | 1975. | 1982. | 1990. | 1999. | 2011. |
| ----- | ----- | ----- | ----- | ----- | ----- | ----- |
| 109   | 95    | 102   | 97    | 98    | 81    | 73    |

График промене броја становника у току последњих година